# Copa do Nordeste de Futebol Feminino
A Copa do Nordeste de Futebol Feminino (também conhecida como Nordestão Feminino) é uma competição de futebol disputada entre equipes femininas da Região Nordeste do Brasil.
Foi organizada oficialmente pela primeira vez em 2018, tendo o Sport Club do Recife como primeira equipe campeã. Em 2022 a Liga do Nordeste fez a proposta, via Lei de Incentivo ao Esporte (LIE) coordenada pelo Ministério da Cidadania, a inclusão no calendário de competições da CBF a Copa do Nordeste Feminina não efeticada até os dias atuais.

## Vagas por federação
| Vagas | Federação | Classificação                                                        |
| ----- | --------- | -------------------------------------------------------------------- |
| 3     | FPF       | 1º, 2º e 3º colocados do Campeonato Pernambucano de Futebol Feminino |
| 3     | FBF       | 1º, 2º e 3º colocados do Campeonato Baiano de Futebol Feminino       |
| 2     | FCF       | 1º e 2º colocados do Campeonato Cearense de Futebol Feminino         |
| 2     | FAF       | 1º e 2º colocados do Campeonato Alagoano de Futebol Feminino         |
| 2     | FSF       | 1º e 2º colocados do Campeonato Sergipano de Futebol Feminino        |
| 2     | FPF       | 1º e 2º colocados do Campeonato Paraibano de Futebol Feminino        |
| 2     | FNF       | 1º e 2º colocados do Campeonato Potiguar de Futebol Feminino         |
| 2     | FMF       | 1º e 2º colocados do Campeonato Maranhense de Futebol Feminino       |
| 2     | FFP       | 1º e 2º colocados do Campeonato Piauiense de Futebol Feminino        |

## Títulos
Clube com mais títulos

### Por clube[5]
|  | Campeões do Nordeste |

| Clube               | Títulos  | Vices    | 3º lugar | 4º lugar |
| ------------------- | -------- | -------- | -------- | -------- |
| Sport               | 1 (2018) | 0        | 0        | 0        |
| Vitória das Tabocas | 0        | 1 (2018) | 0        | 0        |
| Botafogo-PB         | 0        | 0        | 1 (2018) | 0        |
| Vitória             | 0        | 0        | 0        | 1 (2018) |